# 권효진 (1982년)
권효진(權孝珍, 1982년 3월 27일 ~ )은 대한민국의 바둑 기사이다.

## 약력
1994년부터 1995년까지 여류국수전 우승으로 2연패를 달성하며 같은 해 7전 전승으로 프로바둑에 입단했다. 같은해 11월 14일 제16회 세계아마 페어(PAIR)바둑대회에 이경보6단과 함께 한국대표로 출전하여 5연승끝에 우승했다. 1996년과 1998년, 제3회와 제5회 보해컵 본선에 진출했으며 2003년 제1회 정관장배 본선에 진출하여 4강에 올랐다. 2006년 여자 프로기사 중 최초로 5단으로 승단했고, 2007년 전자랜드배 주작부 4강에서 박지은을 꺾고 결승에 올랐으나 루이나이웨이 9단에게 패해 준우승에 머물렀다. 2008년 제1회 세계마인드스포츠게임 한국대표로 출전하여 여자단체전 은메달을 획득했다.
2011년 LG배 예선 결승에 진출했지만 장웨이지에게 패배하여 탈락했다. 2012년 4월에 6단으로 승단했다. 2015년 10월을 시작으로 중국 초청전에서 조훈현 국수와 페어로 출전해 여러차례 우승을 차지했다. 2016년 루양배에 이창호 9단과 페어바둑으로 준우승을 했다. 서봉수 기사와도 준우승을 차지했다. 2020년 7단으로 승단했고, 국가대표 선발전에서 전승으로 여자 국가대표로 발탁되었다.

## 기풍 및 기록
강력한 수읽기를 바탕으로 상대를 힘들게하는 수순을 나름 찾아내어 두는 수읽기와 함께 힘바둑을 두는 기사로 알려져 있다. 2020년 통산 300승을 차지했다.

## 가족 관계
- 아버지: 권갑용(1957년 10월 3일 ~ 2022년 1월 23일) - 바둑 기사
- 어머니: 박옥주(1958년 ~ )
- 배우자: 웨량(1982년 ~ ) - 중국의 프로 바둑 기사
- 동생: 권효영(1984년 ~ )